# David A. Goodman
David Avram Goodman (The Bronx, 13 dicembre 1962) è uno sceneggiatore e produttore televisivo statunitense. È noto soprattutto per aver sceneggiato diverse serie televisive come Cuori senza età, Futurama (dove è stato anche co-produttore esecutivo) e Star Trek: Enterprise.

## Biografia
Originario del Bronx, David Goodman si è laureato all'Università di Chicago, dove ha conseguito il BA nel 1984.

## Carriera
Durante i commenti dell'episodio Così fan tutti di Futurama (episodio che lui stesso ha scritto), ha affermato di essere un grande fan della serie di Star Trek, con una grande conoscenza enciclopedica della serie originale.
È stato uno dei produttori esecutivi de I Griffin durante la quarta stagione e produttore co-esecutivo dalla terza stagione.
Nel 2011 abbandona I Griffin per produrre la serie animata Allen Gregory della Fox. Dopo la cancellazione di Allen Gregory, è diventato produttore esecutivo di American Dad!, serie animata creata sempre da Seth MacFarlane. Nel 2017 ha lavorato con MacFarlane in The Orville come produttore esecutivo. Quello stesso anno fu eletto presidente della Writers Guild of America West.

## Filmografia

### Sceneggiatore
- Cuori senza età – serie TV, episodio 4x13 (1989)
- Babes – serie TV, 4 episodi (1990-1991)
- Flesh 'n' Blood – serie TV, episodi 1x10-1x12 (1991)
- Rhythm & Blues – serie TV, episodio 1x3 (1992)
- Flying Blind – serie TV, episodi 1x17-1x21 (1993)
- Wings – serie TV, episodi 5x9-6x12 (1993-1995)
- Dream On – serie TV, episodio 6x3 (1995)
- Le fantastiche avventure di Capitan Zoom – film TV (1995)
- Team Knight Rider – serie TV, 6 episodi (1997-1998)
- Scooby-Doo e il fantasma della strega – film (1999)
- Stark Raving Mad – serie TV, 3 episodi (1999-2000)
- Futurama – serie animata, episodio 4x12 (2002)
- Star Trek: Enterprise – serie TV, 4 episodi (2002-2004)
- The Pavilion – film (2004)
- I Griffin – serie animata, 7 episodi (2006-2018)
- Fred: The Movie – film (2010)
- Fred 2: Night of the Living Fred – film (2011)
- LEGO Batman 2: DC Super Heroes – videogioco (2012)
- LEGO Batman: Il film – film (2013)
- Dads – serie TV, episodio 1x9 (2013)
- LEGO Batman 3: Gotham e oltre – videogioco (2014)
- The Orville – serie TV, episodio 1x6 (2017)

### Produttore
- Flying Blind – serie TV, 9 episodi (1993)
- Pig Sty – serie TV, 13 episodi (1995)
- Le fantastiche avventure di Capitan Zoom – film TV (1995)
- Team Knight Rider – serie TV (1997)
- Stark Raving Mad – serie TV, 12 episodi (1999-2000)
- I Griffin – serie animata, 198 episodi (2001-2018)
- Futurama – serie animata, 18 episodi (2002-2003)
- Star Trek: Enterprise – serie TV, 43 episodi (2002-2004)
- La storia segreta di Stewie Griffin – film (2005)
- Allen Gregory – serie animata, 7 episodi (2011)
- Dads – serie TV, 7 episodi (2013-2014)
- American Dad! – serie animata, 8 episodi (2013-2014)
- The Orville – serie TV, 13 episodi (2017-2018)

### Doppiatore
- Flying Blind – serie TV, episodio 1x14 (1993)
- I Griffin – serie animata, 7 episodi (2005-2016)
- La storia segreta di Stewie Griffin – film (2005)
- The Cleveland Show – serie animata, episodi 1x11-3x6 (2010-2011)
- Fred 2: Night of the Living Fred – film (2011)